# Balázs Balogh (cầu thủ bóng đá, sinh 1990)
Balázs Balogh (sinh 11 tháng 6 năm 1990) là một cầu thủ bóng đá Hungary thi đấu ở vị trí tiền vệ cho Puskás Akadémia.

## Thống kê câu lạc bộ
| Câu lạc bộ          | Mùa giải | Giải vô địch | Giải vô địch | Cúp  | Cúp | Cúp Liên đoàn | Cúp Liên đoàn | Châu Âu | Châu Âu | Tổng | Tổng |
| Câu lạc bộ          | Mùa giải | Trận         | Bàn          | Trận | Bàn | Trận          | Bàn           | Trận    | Bàn     | Trận | Bàn  |
| ------------------- | -------- | ------------ | ------------ | ---- | --- | ------------- | ------------- | ------- | ------- | ---- | ---- |
| Újpest              |          |              |              |      |     |               |               |         |         |      |      |
| 2010–11             | 17       | 3            | 2            | 0    | 2   | 0             | 0             | 0       | 21      | 3    |      |
| 2011–12             | 25       | 3            | 5            | 1    | 4   | 2             | 0             | 0       | 34      | 6    |      |
| 2012–13             | 29       | 1            | 1            | 0    | 0   | 0             | 0             | 0       | 30      | 1    |      |
| 2013–14             | 30       | 1            | 8            | 2    | 5   | 0             | 0             | 0       | 43      | 3    |      |
| 2014–15             | 12       | 0            | 1            | 0    | 1   | 0             | 0             | 0       | 14      | 0    |      |
| Tổng                | 113      | 8            | 17           | 3    | 12  | 2             | 0             | 0       | 142     | 13   |      |
| Tổng cộng sự nghiệp |          | 113          | 8            | 17   | 3   | 12            | 2             | 0       | 0       | 142  | 13   |

Cập nhật theo các trận đấu đã diễn ra tính đến ngày 26 tháng 10 năm 2014.

## Danh hiệu
Újpest
- Cúp bóng đá Hungary (1): 2013–14